# 1792年名誉毀損法
1792年名誉毀損法（英語: Libel Act 1792）は、グレートブリテン王国の法律。チャールズ・ジェームズ・フォックスの主導で制定された法律だったため、フォックスの名誉毀損法（Fox's Libel Act）とも呼ばれる。
文書誹謗罪の裁判にあたって、何をもって誹謗とするかの判断を裁判官ではなく陪審員に委ねると定めた。
制定以降、200年以上にわたって施行されていたが、21世紀になって2009年検死官及び司法法によりイングランドおよびウェールズで、2010年刑事司法特許(スコットランド)法（Criminal Justice and Licensing (Scotland) Act 2010）によりスコットランドで廃止された。